# Lopud
Lopud je jedan od Elafitskih otoka u Jadranskom moru, na hrvatskom dijelu Jadrana.

## Zemljopisni podaci
Otok Lopud spada u južnodalmatinsku skupinu otoka a nalazi se oko 5 Nm sjeverozapadno od dubrovačke luke Gruž. Istočno od Lopuda je smješten otok Koločep, a zapadno otok Šipan. Na zapadnoj strani otoka Lopud nalazi se istoimeno naseljeno mjesto.
Površina otoka iznosi je 4,63 km četvorna. Najviša otočna kota je vrh Polačica na 216 m nadmorske visine. Duljina otoka je 4,6 km a ukupna dužina obale iznosi 13,2 km.

## Povijest
Otok Lopud je prema nekim arheološkim nalazima naseljen vec tisućama godina. Na otoku su pronađeni mnogi ostaci starogrčkih, rimskih i slavenskih građevina i ruševina. Na mjestu današnje kule Španjola nađeni su ulomci keramike ilirskih građana. Do danas su sačuvani toponimi grčkog podrijetla, Veliki i Mali Skupio – skopelos, otok; Igo, Igalo – aigialos, obala, plaža. Naziv imena susreće se u raznim oblicima grčkog podrijetla: Dalafota, Dalafodum. Od romaniziranog naziva Lafodia u uporabi je danas hrvatski Lopud. Iz rimskog vremena ostali su nam ulomci reljefno obrađenog kamena na predromaničkim crkvama. Ostaci starohrvatske kulture IX. I X. stoljeća su predromaničke kapelice: sv. Marija, sv. Ilija, sv. Ivan Krstitelj, sv. Petar, sv. Nikola. Kako nas mnogi spomenici i dubrovački povjesničari uvjeravaju, bilo je na otoku Lopudu jedno hrvatsko naselje već u IX. stoljeću.
Od 1457. godine Lopud postaje jedno od regionalnih središta Dubrovačke Republike. U to vrijeme na otoku je živjelo preko 1000 stanovnika, a ekonomski uspon Republike odražavao se i na otok. Brodovlasnici s Lopuda imali su vlastitu flotu od oko 80 brodova kao i brodogradilište. U doba Dubrovačke Republike na otoku je postojalo 19 mlinica, a bilo je nastanjeno 700 ovaca. Većina danas zaraslog zemljišta bila je obrađena.
Mjesni perivoj je poznat kao bivši vrt vile iz 19. stoljeća. U vrtu raste nekoliko vrsta bilja, a predvladavaju eukaliptusi, bambusi i različite vrste kaktusa, sakupljane po cijelom svijetu. 
Na Lopudu postoje 24 crkve, a Franjevci i Dominikanci sagradili su ovdje svoje samostane. Na vidikovcu Belvedere nalazi se Crkva sv. Ivana koja je podignuta najvjerojatnije u 9. ili 10. stoljeću u stilu tipične starohrvatske arhitekture. To je jednobrodna kapelica bačvastog svoda s kupolicom koja se izdiže nad sredinom krova. U zidovima s unutarnje strane uzidano je 19 glatkih zemljanih posuda, što je vjerojatno imalo za cilj poboljšanje akustike. Po svemu sudeći u 14. stoljeću kapelica je proširena u crkvu s gotičkim i renesansnim motivima, kao što su roze na pročelju i kapiteli na portalu. Uz crkvu je 1697. nadograđen samostan časnih sestara, a 1811. groblje. Sve do 15. stoljeća ovo je bila matična crkva Lopuda, a danas se bogoslužje u njoj održava samo prigodno na blagdan sv. Ivana 24. lipnja.
Na najvišoj uzvisini otoka nalazi se španjolska utvrda Sutvrač iz 1563. koju kani obnoviti Društvo prijatelja dubrovačke starine. S nje se pruža odličan pogled na naseljeni i nenaseljeni dio otoka, a vide se i ostali Elafitski otoci, kopneni dio Dubrovačkog primorja, pa i brda Rijeke dubrovačke i Srđ. Na otoku postoji i 1.6 km duga pješačka staza kojom šećući može se vidjeti druga obala koja je strma, zarasla i nepristupačna.

## Vegetacija
Otok, kao i ostatak Elafita, prekriva bujna šuma u kojoj prevladava alepski bor, primorski i pinija te sredozemna makija. Na otoku također rastu brojne palme, masline i stabla lovora.

## Gospodarstvo
Gospodarstvo otoka se zasniva na turizmu, ugostiteljstvu, ribarstvu, poljodjelstvu i vinogradarstvu. Lopud je najrazvijeniji otok u skupini Elafita, na njemu najviše cvjeta turizam. U mjestu Lopud postoji se može naći i nekoliko hotela: najpoznatiji je luksuzni hotel Lafodia. Tu su još brojni restorani i kafići. 
Na jugoistočnoj strani otoka nalazi se prelijepa uvala Šunj s pješčanom plažom, jednom od najljepših na Jadranu.
U mjestu djeluje i Osnovna škola Iva Kuljevana koju je dao izgraditi upravo on.

## Stanovništvo
Prema popisu stanovnika iz 2001. godine na otoku živi 270 stanovnika, uglavnom starijih osoba, Hrvata katoličke vjeroispovjesti.
| broj stanovnika | 494   | 444   | 464   | 358   | 358   | 342   | 341   | 410   | 387   | 422   | 416   | 399   | 377   | 348   | 270   |
|                 | 1857. | 1869. | 1880. | 1890. | 1900. | 1910. | 1921. | 1931. | 1948. | 1953. | 1961. | 1971. | 1981. | 1991. | 2001. |

## Poznate osobe
- Urban Talija, krsnim imenom Nikola, hrv. svećenik i književnik[6]
- Paško Antun Kazali, hrv. pisac[7]
- Marija Kohn, hrv. kazališna, televizijska i filmska glumica

## Galerija
- Crkva sv. Ivana na vidikovcu Belvedere
- Zapuštena građevina
- Crkva sv. Nikole Grčkog
- Španjolska utvrda Sutvrač
- Šume Lopuda gledane sa Sutvrača
- Unutrašnjost utvrde Sutvrač
- Crkva Gospe od Šunja
- Prizor s groba u crkvici pokraj Crkve Gospe od Šunja
- Krajobraz Lopuda
- Poviše plaže Šunj
- Prizor uz pješačku stazu
- Druga strana otoka
- Vidikovac na početku 1.6 km duge pješačke staze
- Jedna od kuća u naselju
- Crkva u naselju
- Vrata crkve u naselju
- Bivši hotel Grand
- Lopudski park
- Prizor iz parka
- Obala naselja

## Vanjske poveznice
|  | Zajednički poslužitelj ima još gradiva o temi Lopud |

- Otok Lopud  Arhivirana inačica izvorne stranice od 5. veljače 2012. (Wayback Machine)
- Otok Lopud - Peljar
- Otok Lopud - Povijest